# Paul Kämper
Paul Kämper, nemški general in vojaški veterinar, * 13. junij 1877, † 10. september 1967.